# Zygmunt Dąbkowski
Zygmunt Dąbkowski, ps. Orka, Krym (ur. 20 marca 1925 w Borsukach, zm. 12 czerwca 1949 w m. Zamłynie) – polski partyzant, żołnierz Armii Krajowej, ROAK i Narodowego Zjednoczenia Wojskowego, uczestnik podziemia antykomunistycznego.

## Życiorys
W 1942 wstąpił do Armii Krajowej, a w 1945 do Ruchu Oporu Armii Krajowej. Przez dowództwo tej organizacji został w tym samym roku skierowany do pracy w Powiatowym Urzędzie Bezpieczeństwa Publicznego w Pułtusku, skąd jako wtyczka przekazał podziemiu rejestr współpracowników komunistycznej bezpieki. W lutym 1946, w związku z zagrożeniem dekonspiracji, dołączył do partyzantki. Został członkiem oddziału Zrzeszenia Wolność i Niezawisłość dowodzonego przez Albina Gąsiewskiego, pełnił funkcję zastępcy prezesa Obwodu Pułtusk Zrzeszenia WiN. Uczestniczył w przygotowaniu i w samej akcji ataku na więzienie w Pułtusku.
Ujawnił się w kwietniu 1947 po ogłoszeniu tzw. amnestii, jednak już w maju tegoż roku powrócił do działalności antykomunistycznej. Wraz z podległym mu Janem Kmiołkiem organizował oddział partyzancki, w 1948 podporządkował się okręgowi Narodowego Zjednoczenia Wojskowego. Był m.in. komendantem struktury NZW obejmującej część powiatów pułtuskiego i ostrowskiego.
12 czerwca 1949 został wraz z Bolesławem Kuleszą i Kazimierzem Ampulskim otoczony przez funkcjonariuszy UB i Korpusu Bezpieczeństwa Wewnętrznego. Zraniono go w trakcie próby przebicia się, popełnił następnie samobójstwo. Dekonspiracja miejsca pobytu grupy nastąpiła prawdopodobnie na skutek donosu ze strony jednego z podkomendnych.
Miejsce pochówku Zygmunta Dąbkowskiego nie zostało ustalone.

## Odznaczenia
W 2009 prezydent RP Lech Kaczyński, za wybitne zasługi dla niepodległości Rzeczypospolitej Polskiej, odznaczył go pośmiertnie Krzyżem Komandorskim z Gwiazdą Orderu Odrodzenia Polski.